# C21H23NO3
化学式C21H23NO3（摩尔质量：337.42 g/mol）可以指：
- 奥洛他定，CAS号：113806-05-6
- 二苯乙醇酸-3-喹咛环酯，CAS号：6581-06-2
- N-(p-amylcinnamoyl)anthranilic acid，CAS号：99196-74-4

|  | 这个同类索引页列出了具有相同分子式的化学物（即同分異構體）条目。 除非您是有意链接至本页，否则应将相应条目的内部链接指向正确的条目。 |